# Amidonnerie

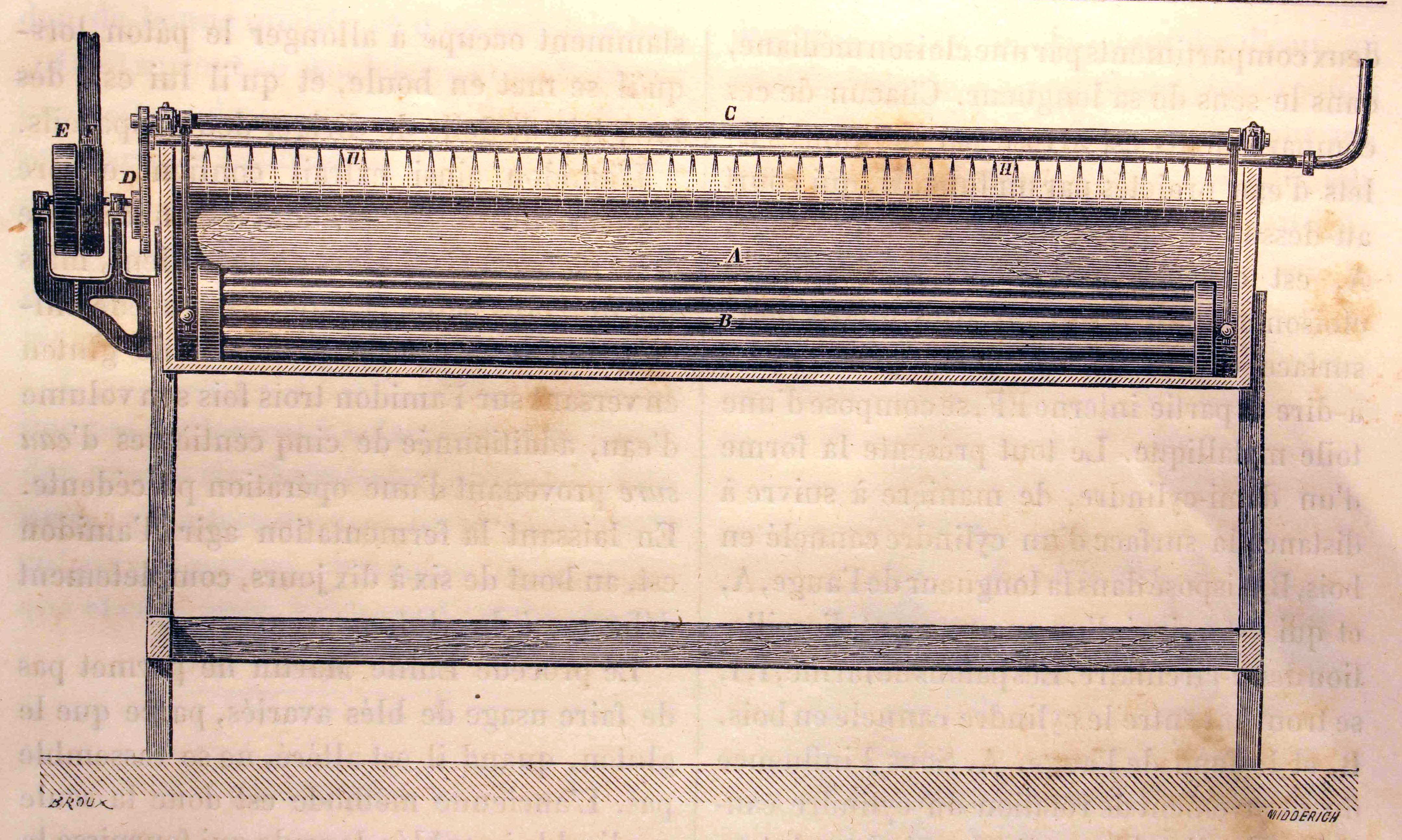
Appareil conçu au XIXe siècle pour extraire l'amidon.

Ne doit pas être confondu avec Féculerie.
L'amidonnerie est un processus industriel qui consiste à extraire l'amidon de divers produits végétaux, principalement de grain de céréales (maïs, blé, riz), ou de tubercules (pomme de terre, manioc...). Dans ce dernier cas on parle plutôt de fécule. Le terme désigne également l'usine dans laquelle s'effectue cette production.
Celui qui s'en occupe est appelé amidonnier.

### Article lié
- Farine de gluten